# Louis de Montmorency-Bouteville
Louis de Montmorency-Bouteville (1560-París, 20 de marzo de 1615), fue un noble y militar francés del siglo XVI.

## Biografía
Fue el tercer hijo del matrimonio formado por François de Montmorency-Hallot, Señor de Hallot, de Bouteville, de Hauteville y de Crèvecœur, y por Jeanne de Montdragon, Dama de Bouteville. A la muerte de su hermano mayor François II de Montmorency-Hallot en 1592, le sucedió en sus títulos y cargos, debido a que aquel no tuvo descendencia masculina.
A los 29 años de edad, participó en el sitio de Senlis contra Carlos I de Lorena, Duque de Aumale en 1589, tomando la ciudad. Luego, y para mantener al Rey en posesión de la ciudad, llamó a su primo Guillaume de Montmorency-Thoré y a ciertos señores de la Isla de Francia y de la Picardía.
Fue un leal y celoso servidor de S.M. Enrique IV de Francia, quien le nombra Gobernador de Senlis en 1593. Sirvió en los sitios de París, Rouen, La Fère, Amiens.
Fue Diputado por la nobleza en el Bailiaje de Senlis en la convocatoria a los Estados Generales de Francia de 1614.

## Matrimonio y descendencia

Escudo de armas de la Casa de Luxe.

Louis de Montmorency-Bouteville contrajo matrimonio el 4 de octubre de 1593 con Charlotte-Catherine de Luxe, Condesa soberana de Luxe, hija legítima de Charles de Luxe, Conde soberano de Luxe, Barón de Ostabat, de Lantabat, de Tardets, de Ahaxe y de Sainte-Livrade, Caballero de las Órdenes del Rey, Capitán de 50 hombres de armas, Coronel, Maestre de Campo, Capitán Castellano de Mauléon, Lugarteniente General de S.M. el Rey en la Gobernación de Soule y jefe del partido católico contra Juana de Albret, Reina de Navarra, y de Claude de Lusignan de Saint-Gelais de Lansac, Dama de Précy y descendiente de los Reyes de Jerusalén de la Casa de Lusignan.
Fueron padres de:
- 1. Henri de Montmorency-Bouteville (1597-1616), Vicealmirante de Francia en 1614, Conde soberano de Luxe en 1615, gobernador de Senlis y de Falaise.
- 2. François de Montmorency-Bouteville, Conde soberano de Luxe, Conde de Bouteville, gobernador y Bailío de Senlis y Vicealmirante de Francia.
- 3. Louis de Montmorency-Bouteville, Abad de Saint-Lô, muerto en Holanda, luego de haber abandonado los hábitos eclesiásticos para seguir la carrera de las armas.
- 4. Claude de Montmorency-Bouteville, casada en 1618 con el Conde Antoine II de Gramont, Duque de Gramont.
- 5. Louise de Montmorency-Bouteville, que contrajo matrimonio en 1620 con Juste-Henri de Tournon, Conde de Roussillon.

## Títulos
- Conde soberano de Luxe.
- Señor de Hallot.
- Señor de Bouteville.
- Señor de Précy.
- Barón de Chantemerle.
- Caballero de las Órdenes del Rey.
- Gobernador de Senlis.
- Vicealmirante de Francia.